# Franz Kafka
Franz Kafka (češko František Kafka), češko-avstrijski pisatelj judovskega rodu, * 3. julij 1883, Praga, Avstro-Ogrska, † 3. junij 1924, Kierling pri Dunaju.
Kafka je eden najpomembnejših pisateljev in pripovednikov v nemški književnosti 20. stoletja. Veliko njegovih del je ostalo nedokončanih, po njegovi smrti pa jih je, navkljub njegovi izrecni želji, da bi bila uničena, objavil njegov prijatelj Max Brod. Njegova najbolj znana dela so fragment romana Proces (nem. Der Process), Grad (nem. Das Schloss) in Amerika (nem. Der Verschollene), napisal pa je tudi mnogo pripovedi in pisma Felice Bauer, Mileni Jesenski, sestri Ottli in očetu.

## Družina
Starša Franza Kafke, Hermann Kafka (1852-1931) in Julie Kafka, rojena Löwy (1856-1934) sta bila judovskega rodu. Oče je bil rojen v vasi Wosek, v Južnočeškem okraju (češko: Jihočeský kraj) , kjer je odraščal v preprosti družini. Že kot otrok je moral dostavljati očetovo blago v sosednje vasi. Kasneje je delal kot trgovski potnik, nenazadnje tudi kot samostojni trgovec z galanterijo v Pragi.
Julie Kafka je pripadala premožni družini iz Podiebrada. Imela je boljšo in obširnejšo izobrazbo kot njen mož, tako da je imela pravico do soodločanja v njuni trgovini, v kateri je delala tudi do dvanajst ur dnevno. Kafka je imel poleg dveh bratov, ki sta že v otroštvu umrla, še tri sestre, ki so bile kasneje najverjetneje deportirane v koncentracijska taborišča ali v židovska geta, kjer se je izgubila vsaka sled za njimi: Gabriele, imenovana Elli (1889-1943?), Valerie, imenovana Valli (1890-1942?) in Otillie »Otlla« Kafka (1892-1943?). Ker so bili starši čez dan odsotni, so jih pretežno vzgajale služkinje. Kafka je znal nemško, kar je znalo le okoli deset procentov prebivalcev Prage. Prav tako kot njegovi starši, pa je govoril tudi tekoče češko.
Medtem ko se Kafka v svoji literaturi obširno ukvarja s svojim odnosom do očeta, je mati bolj v ozadju. Kljub temu pa lahko v njegovih likih prepoznamo veliko sorodnikov z materine strani. Omembe vredni so starejši samci, posebneži, talmudski strokovnjaki in še posebej podeželski zdravnik stric Siegfried Löwy, ki je bil zgled za pripovedko Podeželski zdravnik (nem. Der Landartzt).

## Otroštvo, odraščanje in izobrazba
Od 1889 do 1893 je Kafka obiskoval »Nemško deško šolo« v Fleischmarktu v Pragi. Zatem je, na očetovo željo, zamenjal šolo in prešel na humanistično državno gimnazijo v starem delu Prage. Tudi v tej šoli je pouk potekal v nemškem jeziku.
Že v svoji mladosti se je Kafka ukvarjal z literaturo, vendar je njegovo obsežnejše zgodnje delo izginilo. Najverjetneje ga je, prav tako kot prve dnevnike, sam uničil.
Njegov mladostni prijatelj iz gimnazije, Rudolf Illowy je gimnazijo zapustil že leta 1898. Prijatelji, s katerimi se je kasneje družil, so bili Hugo Bergman, Ewald Felix Pirbarm ( v zavarovalnici njegovega očeta bi moral kasneje delati Kafka), Paul Kisch in Oskar Pollak - z njim je prijateljeval še v času študija.
Ko je leta 1901 z zadostnim uspehom zaključil maturo, so ga starši nagradili s potovanjem v Norderney in Helgoland. 
V letih od 1901 do 1906 je študiral na Karl-Ferdinands-Universität v Pragi. Najprej je začel s kemijo, kmalu pa je presedlal na pravno smer. Za pravom je poskusil s semestrom nemščine in umetnostne zgodovine, ki je odgovarjal njegovim nagnjenjem. Razmišljal je tudi o nadaljevanju študija v Münchnu, vendar se je potem v drugem semestru odločil, da bo nadaljeval študij prava. V skladu s programom je po petih letih napredoval pri Alfredu Webru, nakar je sledilo obvezno leto pravne prakse na deželnem in kazenskem sodišču.
Kafka je v glavnem živel po željah njegovega tiranskega očeta, kar se zrcali v mnogih njegovih delih. Hrepenenje po svobodi, po življenju brez določil in po neobremenjenosti je zelo vidno v delu »Preobrazba« (nem. Die Verwandlung).

## Poklicno življenje
Po kratki medigri pri zasebni zavarovalni družbi »Assicurazioni Generali« (oktober 1907- Julij 1908) je Kafka od 1908 do 1922 delal v Ustanovi za varovanje delavcev kraljestva Böhmen pri delu (nem. Arbeiter-Unfall-Versicherungs-Anstalt für das Königreich Böhmen, AUVA) v Pragi. Svoje delo je pogosto opisoval kot zgolj delo za kruh.
Delo uradnika v delno državni ustanovi je od njega zahtevalo natančno poznavanje industrijskih produktov in tehnike velikih obratov. Sprva je delal na nezgodnem oddelku, kasneje pa na oddelku za varovalno tehniko. Pri tem je imel neposreden vpogled v katastrofalne in zelo nevarne delovne razmere v industriji. Kafka je bil tudi zadolžen za predpise, ki bi preprečevali nezgode. Izkušnje so ga pripeljale do delne solidarnosti delavskega razreda. Na demonstracijah (na katerih je bil prisoten kot mimoidoči) je včasih nosil rdeči nagelj v gumbnici.
Od leta 1910 je bil pripravnik za obratovalni oddelek, na katerega se je pripravil na predavanjih o »mehanski tehnologiji« na nemški tehnični visoki šoli v Pragi. 
Kafka je pisal sklepe in tako naredil seznam. Če so sklepi veljali vseh 5 let, jih je uvrstil v njim ustrezno stopnjo nevarnosti. Od 1908 do 1916 so ga vedno znova pošiljali na kratka službena potovanja v severni Böhmen , posebej pogosto je bil pri okrožnem glavarstvu Reichensberg. Tam si je Kafka ogledal podjetja, o njih poročal in se učil narokov. Preden se je uveljavil kot pisec proze, je kot »zavarovalniški pisatelj« pisal prispevke za poročila zavoda, ki so izhajala enkrat letno. Kafko so takoj podprli, hitro se je vpeljal v delo in priznali so ga kot »odličnega idejnega delavca«. Ob priznanju njegovih dosežkov je bil kot »pomožni uradnik« štirikrat povišan (1910 idejni delavec, 1913 namestnik tajnika, 1920 tajnik, 1922 višji tajnik). 
Čeprav so iz socialnega vidika zunanje razmere izgledale ugodno, so Kafko mučile notranje razmere.
»Nad delom se ne pritožujem tako zelo, kot nad lenobo močvirnatega časa«, je v nekem pismu napisal šele 24 letni Kafka. Pritisk delovnega časa, bolščanje na uro, pripisovanje vsakršnega učinka, zadnja delovna minuta kot »odskočna deska za veselja polni odhod domov«, s tem je Kafka opisal, kako je videl svoje pisarniško delo. V nekem pismu je Mileni Jesenski napisal:»Moja služba je smešno in klavrno lahka… Ne vem zakaj pravzaprav dobivam denar.« To se je spremenilo, ko je zavarovalnica od leta 1915 postala pristojna za urejanje primerov vojnih ranjencev.
Nanj pa je pritiskal tudi tihi dogovor, ki ga je imel z družino, da bo prevzel posle svojih staršev. Tem se je leta 1911 pridružila tudi svakova tovarna z azbestom, ki seveda ni imela cvetočih poslov. To je Kafka poskušal ignorirati, tako da je postal njen skriti delničar in naj bi v nepremišljenem trenutku postal celo njen zagovornik. 
K »nižjim« delom, ki jih je Kafka opravljal, spada seveda tudi delo preprostih delavcev. Preverjeno je, da se je Kafka zanje nadčloveško zanimal in zavzemal. Njegov miren in oseben odnos se je razvil blagodejno zaradi nadzirajočega obnašanja njegovega očeta. Še bližje pa se je soočil s skrbmi in trpljenjem preprostih ljudi v času prve svetovne vojne. Najprej, ko je v Prago prispelo tisoče bežečih Judov z vzhoda, nato pa še v okviru »oskrbe vojakov«, ko je moral skrbeti za rehabilitacijo in poklicno prekvalifikacijo težje poškodovanih vojakov. Za to nalogo ga je zadolžila njegova zavarovalnica, pred čemer ga je seveda reklamirala kot »nenadomestljivega strokovnjaka«, s tem pa ga je, proti Kafkovi želji, ščitila pred fronto. Po letu 1915 je bil prvič postavljen v vlogo vojaka, ko so ga spoznali za »popolnoma zdravega in sposobnega«. Slabo stran tega spoznanja je Kafka spoznal dve leti kasneje, ko je zbolel za pljučno tuberkulozo in zaprosil za upokojitev. Zavarovalnica mu je zaprla vrata pred nosom in mu šele po petih letih, 1. julija 1922, odobrila dokončno upokojitev.

## Spor med generacijama, odnos med očetom in sinom
Kafka v svoji mladosti ni imel posebej dobrega odnosa z očetom. Oče ga je kot otroka, mladoletnika in tudi kot študenta grdo obravnaval in zatiral. Njegova mati, ki je tudi sama prevzela očetove vrednote in presoje, ni imela bistvene želje, da bi ustvarila nasprotni pol očetovi dominantni vlogi. Mladi Kafka se načeloma očeta ni bal, vselej pa je ostal oddaljen in je do očeta gojil hkrati ljubezen in sovraštvo. 
V mnogih Kafkovih delih je vloga očeta predstavljena kot vloga mogočnega, močnega in deloma tudi zatirajočega družinskega poglavarja. V Preobrazbi (nem. Die Verwandlung), kjer se Gregor (sin, protagonist in velikanski mrčes) v teku dogodkov počuti vedno manj vrednega, dokler ne premine in s tem pripelje olajšanje družini. Mogočen lik očeta je tisti, ki v črtici Sodba (nem. Das Urteil) sina Georga Bendemanna obsodi na »smrt zaradi utopitve«. V njegovem znamenitem pismu Pismo očetu (nem. Brief an den Vater), ki ga Kafka ni želel niti odposlati niti objaviti, piše, da je oče vedno imel oblast nad njim. Verjetno je Kafka to zatiranje naredilo takšnega, kakršen je bil; usmerjenega v svojo notranjost, samokritičnega in sovražnega do samega sebe. To se kaže tudi v tem, da je Kafka želel, da se celotna njegova zapuščina po smrti zažge, kar se ni zgodilo. Seveda pa sta stroga samokritičnost in obremenjujoč odnos z očetom glavna motiva v Kafkovem življenju in v njegovih delih, prav tako pa predstavljata pomembne vsebinske trenutke Kafkove recepcije.

## Prijateljstva
V Pragi je imel Kafka relativno ozek, vendar konstanten krog enako starih prijateljev, ki ga je sklenil v prvih letih študija. Najpomembnejša oseba je bil brez dvoma Max Brod, ki je prav tako študiral pravo. Malce kasneje sta se pridružila še filozof Felix Weltsch in pisatelj Oskar Baum.
Brod je spoznal Kafkov literarni pomen. Posredoval je pri kontaktu z mlado založbo Rowohlt v Leipzigu, preko katere je objavil svojo prvo knjigo Opazovanje (nem. Betrachtung, 1912).
Omembe vredno je Kafkovo začasno prijateljstvo z Jizchakom Löwyjem, igralcem iz ortodoksno-hasidske družine iz Varšave. Bil je Kafkov vzornik, verjetno zaradi njegove odločnosti, s katero je uveljavljal svoja umetniška načela pred starši.
Najtesnejšo zvezo v družini je imel Kafka s sestro Ottlo. Bila je tista, ki je vzela Kafka pod streho, ko je potreboval oddih.

## Razmerja
V središču raziskav Kafkovega odnosa z ženskami so Kafkova pisma zaročenki Felice Bauer, ki je bila zaposlena v Berlinu in jo je spoznal 13. avgusta 1912 v stanovanju Maxa Broda. 
Osrednja vsebina pisem opisuje Kafkov notranji dvoboj, dvome o tem ali je prav da se zaročita in strah pred pisanjem vsebine, ki je zapisana z vso odkritostjo in z vsem njegovim jezikovnim bogastvom. Zato so pisma tako mikavna za branje, kar se tiče literature. Po približno 300 pismih (nekaj časa tudi do tri pisma na dan), po šestih pretežno bežnih srečanjih, sta se 1. junija 1914, po skoraj dveh letih zaročila, šest tednov zatem pa sta zaroko razdrla.
Dora Diamant je zelo pomembna ženska za Kafko. Njuno ljubezen opisuje film Die Herrlichkeit des Lebens. Z njim je bila tudi, ko je umrl. 

### Bolezen in smrt
Avgusta, leta 1917, je zbolel za tuberkulozo, ki je takrat veljala za neozdravljivo bolezen. Kot da to ne bi bilo dovolj, je jeseni leta 1918 zbolel še za špansko gripo. Kljub številnim obiskom različnih zdravilišč, se je njegovo zdravstveno stanje slabšalo. Med letoma 1923/24, ko je prebival v Berlinu, je bolezen napredovala vse do grla, posledično pa je Kafka izgubil zmožnost govora, prav tako pa je le s težavo pil in jedel. Aprila, leta 1924, so mu zdravniki tudi uradno potrdili diagnozo (tuberkuloza grla). Zaradi razširjenost bolezni operativni poseg ni bil več mogoč. 3. junija 1924, po dopolnjenem štiridesetem letu starosti, je Kafra umrl v sanatoriju v Kirelingu pri Klosterneuburgu, uradno zaradi odpovedi srca.

## Dela

### Kratke zgodbe
- Opis boja (Beschreibung eines Kampfes, 1904-1905)
- Poročne priprave na vasi (Hochzeitsvorbereitungen auf dem Lande, 1907-1908)
- Sodba (Das Urteil - september 1912)
- V kazenski koloniji (In der Strafkolonie, oktober 1914)
- Vaški ravnatelj (Der Dorfschullehrer or Der Riesenmaulwurf, 1914-1915)
- Blumfeld, starejši samec (Blumfeld, ein älterer Junggeselle, 1915)
- Čuvaj grobnice (Der Gruftwächter, 1916-1917), edina gledališka igra, ki jo je Kafka napisal
- Lovec Gracchus (Der Jäger Gracchus, 1917)
- Veliki Kitajski zid (Beim Bau der Chinesischen Mauer, 1917)
- Poročilo akademiji (Ein Bericht für eine Akademie, 1917)
- Podeželski zdravnik (Ein Landarzt, 1919)
- Cesarjevo sporočilo (Eine kaiserliche Botschaft, 1919)
- Stari list (Ein altes Blatt, 1919)
- Zavrnitev (Die Abweisung, 1920)
- Gladovalec (Ein Hungerkünstler, 1922)
- Preiskave psa (Forschungen eines Hundes, 1922)
- Mala ženska (Eine kleine Frau, 1923)
- Pevka Josephina ali Mišje ljudstvo (Josephine, die Sängerin, oder Das Volk der Mäuse, 1924)

### Novele
- Preobrazba (Die Verwandlung - november-december 1915)

### Romani
- Proces (Der Prozeß - 1925)
- Grad (Das Schloß - 1926)
- Amerika (Amerika - 1927)

### Pisma
- Pismo očetu
- Pisma Felice
- Pisma Ottli
- Pisma Mileni

## Sekundarna literatura
Janko Ferk: Pravo je »Proces«. O Kafkovi pravni filozofiji. Založba Gospodarski vestnik, Ljubljana 2007.